# Ассиновская
Асси́новская (чечен. Эха-Борзе) — станица в Серноводском районе Чеченской Республики. Образует Ассиновское сельское поселение.

## География
Станица расположена на левом берегу реки Ассы (откуда и название), из которой в районе населённого пункта вытекает протока Ассёнок. Находится в 6 километрах к югу от районного центра — города Серноводска и в 45 км к западу от города Грозный.
Ближайшие населённые пункты: на севере — Серноводское, на востоке — Новый Шарой, на юго-востоке — Ачхой-Мартан, на юге — Бамут, на западе — Берд-Юрт и станица Нестеровская.

## История

### В древности
Близ села находятся курганы эпохи бронзы, относящиеся III-I веков до нашей эры. В курганах были обнаружены бронзовые предметы и сосуды, которые хранились в Грозном.  Погребальные комплексы относятся учёными к майкопской культуре. 

### XIX—XX века

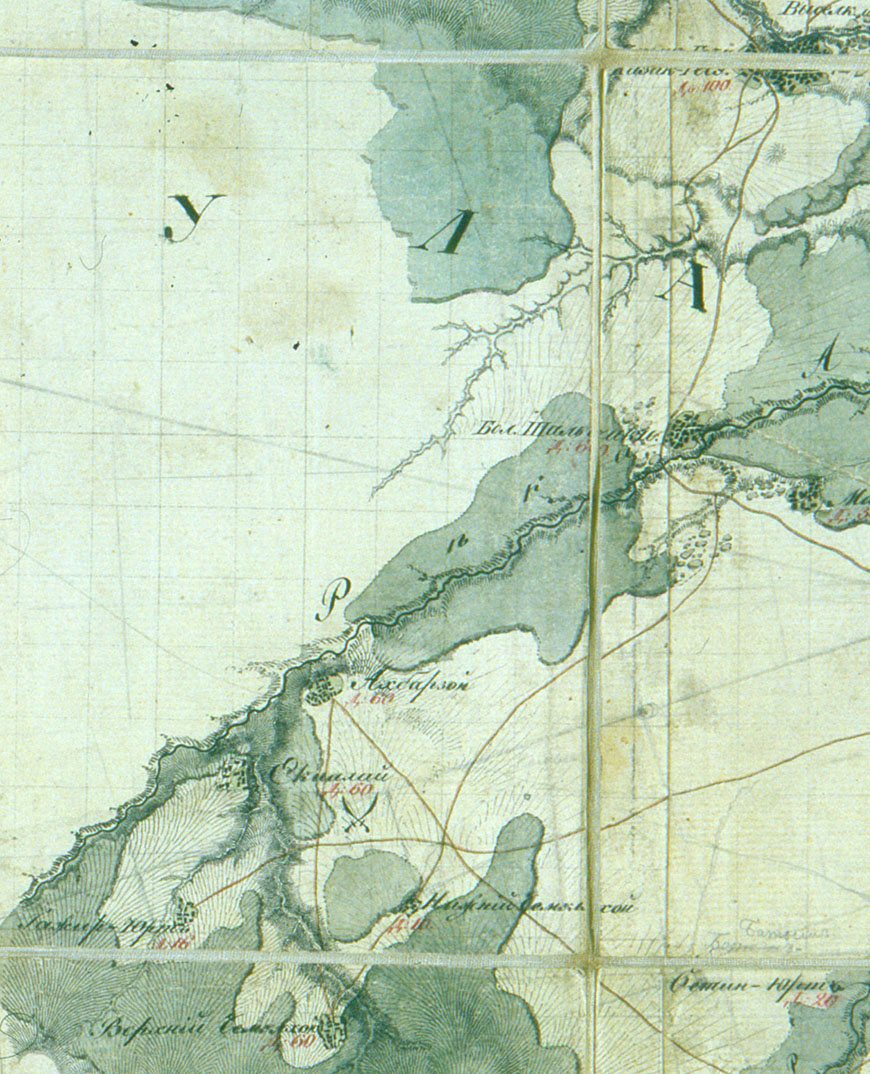
Ахбарзой во время Кавказской войны

Станица Ассиновская была заложена 9 мая 1847 г. генерал-майором Нестеровым вблизи бывшего аула Агу-Борзой после «блестящего дела с чеченцами». Станица стала 4-й в составе Верхне-Сунженской укрепленной линии[страница не указана 1502 дня] на землях чеченского селения Ах-Борзой. По данным картографических материалов аул и станица существовали одновременно, так на карте Стрельбицкого за 1871 год, присутствуют и станица Ассинская и аул Ахбарзой, который расположен на противоположном, правом, берегу реки Асса (станица на левом), в устье ручья из балки Желтуха.
Петров уничтожил аул Ахбарзой.

Везде, где прошел Ермолов, дорога была проложена и расчищена в ширину на два ружейных выстрела. Несмотря на продолжительные дожди, которые весьма подорвали силы солдат, задуманное им обширное предприятие было исполнено блестяще. Удовлетворенный вполне, он 18 мая возвратился с отрядом в Грозную и отсюда послал две летучие кавалерийские колонны подполковников Петрова и Ефимовича за р. Ассу и еще раз в Даут-Мартан. Петров уничтожил аул Ахбарзой, а Ефимович произвел нападение на работавших в поде даут-мартанцев и перебил их. Свои походы в Чечне Ермолов завершил последним чрезвычайно важным деянием — окончательною расчисткою 21-го и 22 мая ханкальского ущелья, обращенного с той минуты в обширную равнину.

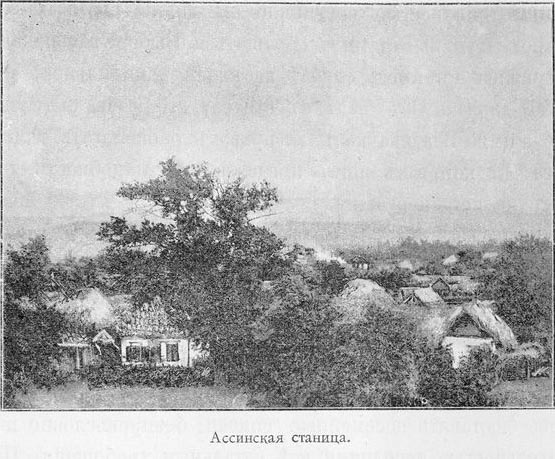
Ассиновская станица XIX век.

Историк Гриценко Н.П. отмечает, что переселение донских и других казаков на Северный Кавказ осуществлялось принудительно, «при помощи солдатского штыка». В процессе создания казачьих станиц происходило изъятие у горцев их лучших земель. В частности, потеря горцами плоскостной земли на Сунженской линии составила 262 964 десятины. Изъятие земель у горцев происходило и в дальнейшем: в основном, в пользу генералов и офицеров русской армии, в меньшей степени — в пользу местной знати.
В 1850-х годах перед царской военной администрацией встал вопрос, о необходимости переселение карабулаков на плоскость Малой Чечни из-за постепенного стеснения поземельной собственности мирных аулов вследствие расширения Верхне-Сунженской линии. Для возможности представлять казакам Ассинской станицы лес и сенокос по правому берегу Ассы, в 1865 году аул Ах-Борзой был переселен на земли князя Бекович-Черкасского, где был основан аул Новый Ах-Борзой. В 1873 году жители Нового Ах-Борзоя из-за маловодья переселились в аул Сагопши.
В 1859 году в станице была освящена Николаевская церковь, хотя метрические и исповедальные книги по приходу составлялись с 1848 года. Школа была основана в 1885 г.

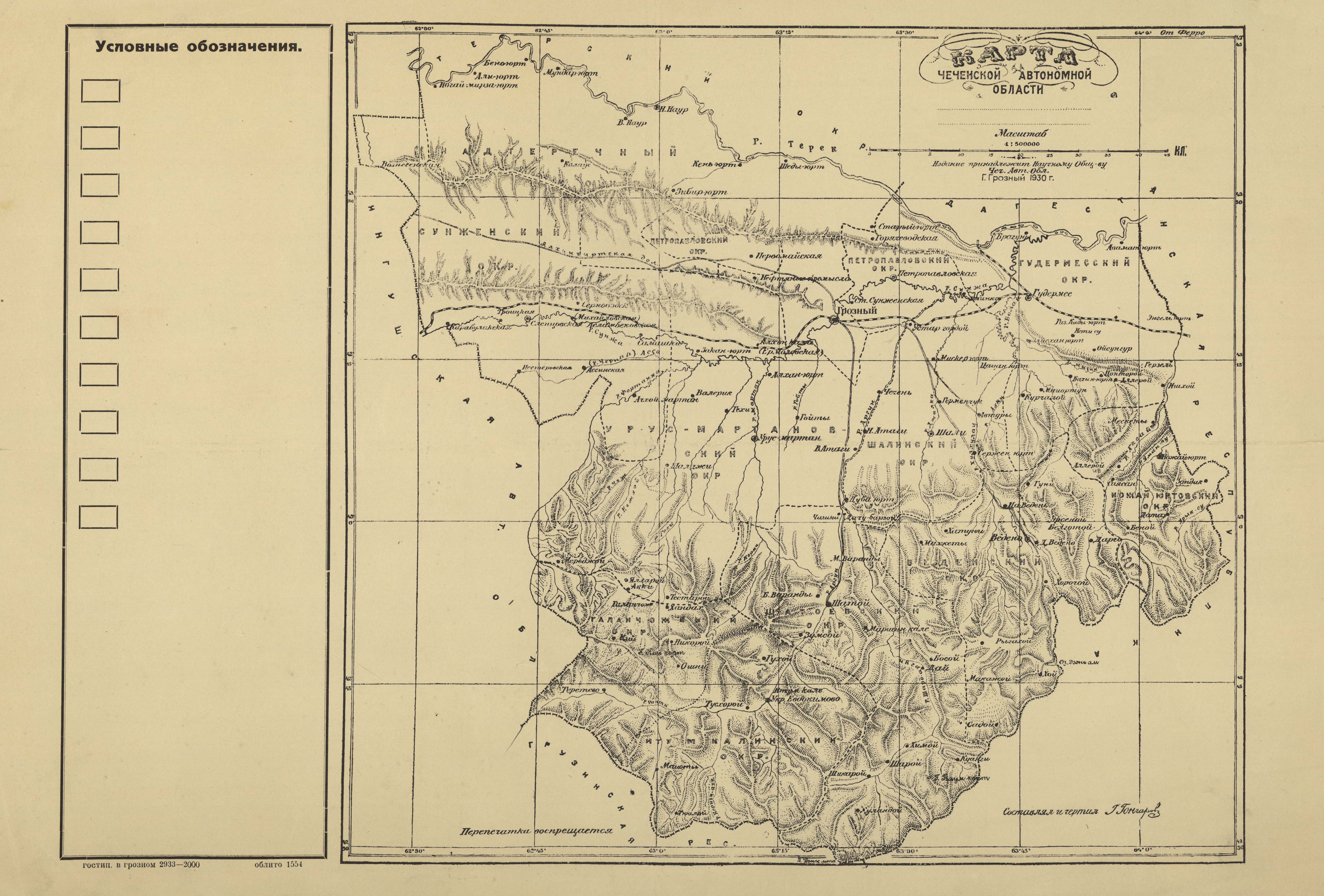
Ассиновская на карте Чеченской автономной области, 1930 год.

Ассиновская входила в Сунженский казачий округ, а в 1929 году в результате его расформирования вошла в состав Чеченской автономной области. В 1934 году была создана Чечено-Ингушская АО (позднее Чечено-Ингушской АССР).

## Население
| 1939    | 1959    | 1970    | 1979    | 1990    | 2002    | 2010    |
| ------- | ------- | ------- | ------- | ------- | ------- | ------- |
| 6004    | ↗7314   | ↗7492   | ↘7020   | ↘6969   | ↗10 248 | ↘10 184 |
| 2012    | 2013    | 2014    | 2015    | 2016    | 2017    | 2018    |
| ↗10 384 | ↗10 570 | ↗10 697 | ↗10 851 | ↗10 903 | ↗10 953 | ↗10 993 |
| 2019    | 2020    | 2021    | 2023    | 2024    | 2025    |         |
| ↘10 992 | ↘10 985 | ↘9809   | ↗9930   | ↗9982   | ↘9504   |         |

Национальный состав
По данным Всероссийской переписи населения 2010 года:
| Народ   | Численность, чел. | Доля от всего населения, % |
| ------- | ----------------- | -------------------------- |
| чеченцы | 10 058            | 98,76 %                    |
| другие  | 126               | 1,24 %                     |
| всего   | 10 184            | 100,00 %                   |

## Инфраструктура
В станице функционируют:
- Ассиновская муниципальная средняя общеобразовательная школа № 1[41]
- Ассиновская муниципальная средняя общеобразовательная школа № 2[42]
- Ассиновская муниципальная средняя общеобразовательная школа № 3[43]
- Начальная школа Детский сад № 1[44]
- Начальная школа Детский сад № 2[45]
- Станичный Дом культуры[46]
- Храм Николая Чудотворца основанный в 1847 году[47]

## Тайпы
В селе проживают представители многочисленных чеченских тейпов, наиболее многочисленными из которых являются:
- Аьккхий
- Дишний
- Хьачарой
- Малхий
- Хилдехьарой
- Мулкъой
- Орстхой
- Химой
- Майстой
- Терлой
- Хьакмадой
- Нашхой
- Чантий
- Зумсой
- Тумсой
- Хьайхарой

## Известные уроженцы
- Мирской, Николай Иванович (1949) — российский металлург, исполнительный директор Таганрогского металлургического завода (2002—2003), генеральный директор ОАО «ОРМЕТО-ЮУМЗ».
- Вахидат Акиева — долгожительница, современница царя Николая II[48].